# Guerra di successione di Luneburgo
La guerra di successione di Luneburgo (in tedesco: Lüneburger Erbfolgekrieg) fu un conflitto per la successione al Principato di Luneburgo che scoppiò nel 1370 nella Germania settentrionale e perdurò, con alcune interruzioni, per un totale di 18 anni. Dopo la morte di Guglielmo II di Brunswick-Lüneburg senza eredi maschi nel 1369, la "Vecchia Casa di Luneburgo" si estinse. Secondo le regole ereditarie della Casa dei Guelfi a cui Guglielmo apparteneva, il duca di Brunswick, Magnus II Torquatus, era il titolare a succedergli. Ad ogni modo l'imperatore Carlo IV stabilì che il feudo imperiale dovesse tornare all'Impero e lo affidò quindi a Alberto di Sassonia-Wittenberg congiuntamente a suo zio Venceslao, dando così inizio ad un conflitto armato.
La città di Luneburgo supportò i Wittenberg, cogliendo così l'opportunità per fuggire dall'immediata signoria del duca, e distrusse il locale castello ducale di Kalkberg il 1º febbraio 1371. Questo fatto costrinse il duca a spostarsi di residenza a Celle. Il giorno di Sant'Orsola (21 ottobre) del 1371, venne fatto un tentativo di sconfiggere militarmente Luneburgo e reinstallare gli antichi diritti feudali sull'area. Durante il conflitto militare che ne seguì negli anni, né i duchi di Brunswick né i Wittenberg furono in grado di far valere appieno i loro diritti, e fu solo con la pace di Hannover del 1373 che la guerra ebbe fine, almeno per un certo periodo.
Secondo gli accordi stabiliti ad Hannover, infatti, la reggenza del trono sarebbe stata alternata tra Guelfi e Wittenberg. Il trattato venne ulteriormente rinforzato dal matrimonio dei due figli primogeniti di Magnus Torquatus, Federico e Bernardo I, con le due figlie di Venceslao, oltre al matrimonio della vedova di Magnus con Alberto di Sassonia-Wittenberg. Enrico, il fratello minore di Federico e Bernardo, ad ogni modo, rigettò gli accordi e proseguì da solo la guerra. Dopo la battaglia di Winsen nel 1388, dove Venceslao perdette la vita probabilmente avvelenato, il governo del principato venne assunto dalla casata dei Guelfi secondo quando stabilito dal trattato di Hannover. Nel 1389 venne concluso un trattato di ereditarietà tra Guelfi e Ascanidi che andò ad abolire il trattato del 1374 ed assicurò ai Guelfi il dominio sul principato.

## Antefatto

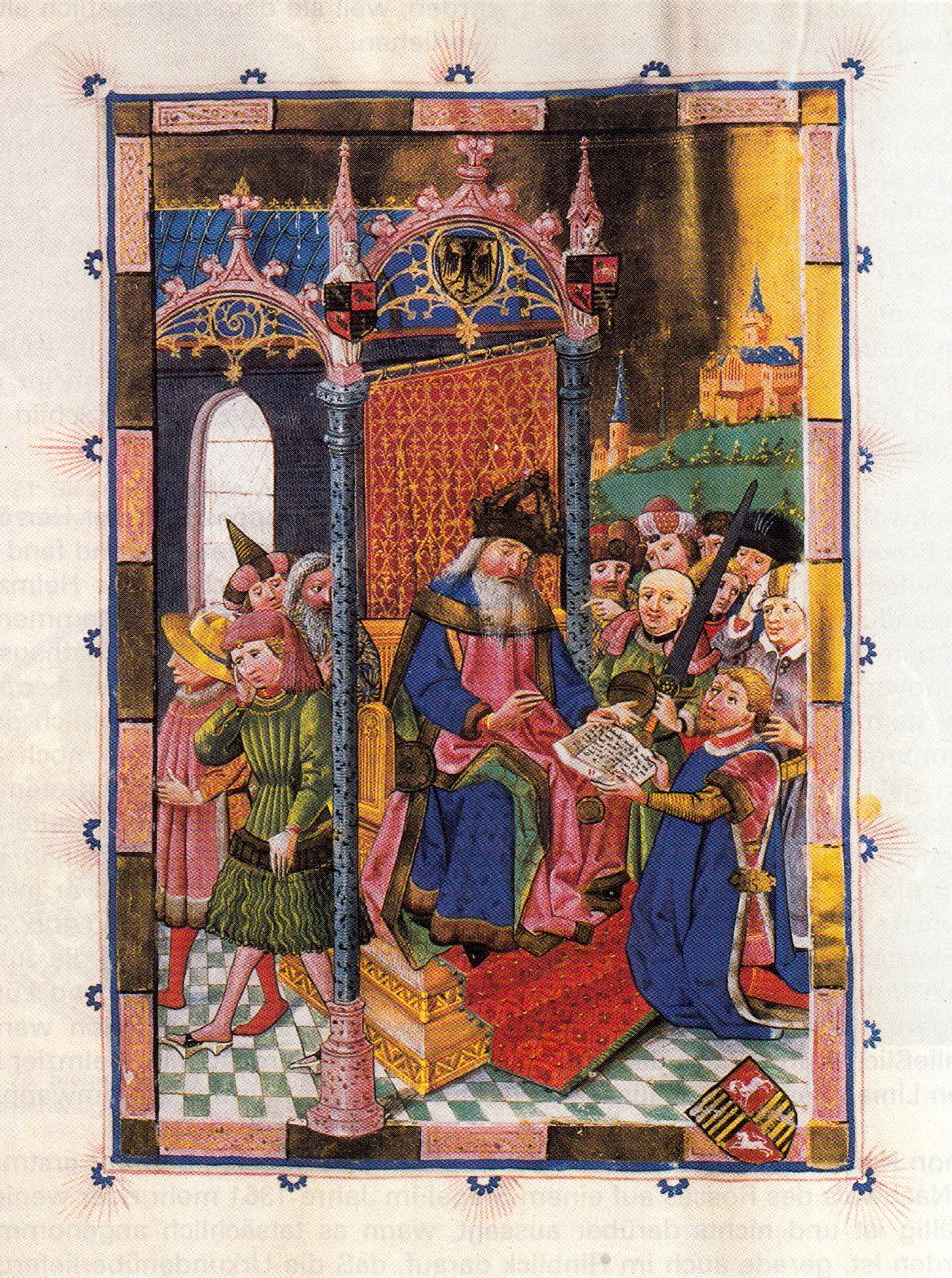
L'imperatore Carlo IV infeudò Alberto di Sassonia-Wittenberg del principato di Lüneburg. Illustrazione del 1442 dal Sachsenspiegelhandschrift di Lüneburg

Nel 1355, il duca di Lüneburg aveva dato in sposa sua figlia Mechtilde a suo cugino Luigi, erede al trono del principato di Brunswick, e lo aveva nominato suo erede e successore anche a Lüneburg. Nel caso in cui Luigi gli fosse premorto, Guglielmo avrebbe mantenuto per sé il diritto di scegliere il suo successore tra i suoi fratelli. In quello stesso anno, ad ogni modo, l'imperatore Carlo IV garantì la successione di Lüneburg dopo la morte di Guglielmo, che non aveva figli maschi, ai duchi ascanidi di Wittenberg nella forma di un Eventualbelehnung, un'infeudazione contingente alla morte di Guglielmo. Carlo IV rigettò le leggi di successione femminile stabilendo che alla morte del duca titolare, il feudo dovesse ex lege ritornare all'Impero ed egli, come imperatore, poteva di conseguenza disporne come meglio avesse creduto. La nomina ufficiale di Guglielmo al ducato nel 1235, con la quale venne garantita la successione cognatizia, portò ad ulteriori negoziati tra il duca e l'imperatore, ma tutti questi vennero vanificati. L'imperatore si dimostrò determinato ad infeudare contingentemente di Lüneburg Alberto di Sassonia-Wittenberg, anche se moderne ricerche hanno dimostrato come tale azione sarebbe risultata illegale. Quando Luigi morì nel 1367, Guglielmo nominò suo fratello Magnus II quale suo successore e lo nominò suo co-reggente in quello stesso anno. Quando anche Guglielmo morì due anni dopo, i Wittenberg riaffermarono i loro diritti sul principato e Carlo IV infeudò ufficialmente il duca Alberto, suo zio Rodolfo (che morì poco dopo) e Venceslao del principato di Lüneburg.

## Il conflitto

### Dalla morte di Guglielmo alla Notte di Sant'Orsola
Quando Guglielmo morì nel 1369, Magnus era schierato coi danesi nella guerra contro le città anseatiche di Rostock, Lubecca, Wismar e Stralsund. Dal momento che Lüneburg aveva stretti legami con queste città, le prime tensioni coi nuovi padroni iniziarono a farsi sentire. Queste si accrebbero quando Magnus chiese la confisca dei diritti sul sale che erano nelle mani dei suoi nemici. Nei mesi successivi, le tensioni si intensificarono. Magnus riuscì ad estorcere alti pagamenti in denaro alla città di Lüneburg, costringendo la città a rinunciare ai propri privilegi tradizionali, ed iniziò a rafforzare la sua occupazione del castello e delle fortificazioni di Kalkberg. La chiesa monastica locale venne parzialmente demolita per ricavarne un pratico punto di attacco dalle alture della città. A marzo ed a giugno di quell'anno, Carlo IV chiese a Lüneburg di tributare l'omaggio dovuto ai duchi di Wittenberg. Nel dicembre di quell'anno, chiese ripetutamente l'omaggio dietro minaccia di pesanti multe. Nel gennaio del 1371, Lüneburg ottenne finalmente un parere legale che confermava gli obblighi della città e la impegnava a tributare omaggio a Alberto di Sassonia-Wittenberg ed a Venceslao I di Sassonia-Wittenberg. In cambio, i Wittenberg avrebbero assicurato il mantenimento dei privilegi cittadini a Lüneburg. I duchi confermarono la sovranità della corte locale, il diritto di amministrare le saline alla città come pure il diritto di battere propria moneta. La città acquisì anche la fortificazione di Kalkberg e l'insediamento del castellano (Burgmannsiedlung) ai piedi della collina. All'inizio del febbraio del 1370, i cittadini di Lüneburg riuscirono a catturarne il castello che era ancora occupato dai soldati di Magnus.
La città intanto tributò il proprio omaggio come prescritto e la città ricevette i propri privilegi ed il diritto di amministrare il Castello di Lauenrode. Oltre a Lüneburg ed Hannover, i signori di Mandelsloh si posero a sostegno dei duchi di Wittenberg. I piccoli villaggi e città dell'area, come pure gran parte della nobiltà di Lüneburg, rimase, per contro, fedele a Magnus. Nell'ottobre di quell'anno, Magnus riuscì a raccogliere un esercito di 700 cavalieri e scudieri a Celle. Durante la Notte di Sant'Orsola, la notte del 20/21 ottobre, tentò di catturare Lüneburg. Dopo che le truppe ducali riuscirono a scalare le mura della città, vi furono degli scontri nelle strade tra i cittadini di Lüneburg e gli uomini del duca. La battaglia venne interrotta diverse volte in attesa di negoziati più appropriati, ma continuò sino alla resa delle truppe ducali. Nella battaglia, un totale di 54 combattenti ducali e 27 abitanti morirono, tra cui diverso personale amministrativo e maestri salieri. Molti dei cavalieri catturati vennero accusati di furto, ma la maggior parte venne rilasciata dietro pagamento di un riscatto.

### La riconciliazione di Hannover (1373)
Negli anni successivi, la campagna di Lüneburg venne devastata da numerose battaglie e campagne militari. Queste, ad ogni modo, erano dovute solo in parte alla crisi di successione. Oltre agli Ascanidi ed ai Guelfi, altri principi stranieri infatti erano stati coinvolti nel conflitto come alleati per l'una o per l'altra parte. Magnus si alleò col re di Danimarca. Nel 1373, ad un incontro speciale organizzato a Pirna, la mediazione imperiale entrò in gioco. Dal momento che Magnus preferì però non presentarsi, il Banno imperiale venne posto sulla sua testa e la battaglia riprese. Nel 1373, il duca Magnus venne ucciso in una battaglia a Leveste sul Deister il 25 luglio. Dopo la sua morte, un trattato (chiamato "Riconciliazione di Hannover") venne concluso tra Venceslao e suo nipote Alberto su un fronte, e la vedova di Magnus II e i suoi figli sull'altro. Secondo il trattato, il principato avrebbe dovuto rendere omaggio sia ai Guelfi che agli Ascanidi e le due casate nobiliari si sarebbero alternate al governo del principato. Inizialmente, la terra sarebbe stata assegnata agli Ascanidi, e dopo la loro morte sarebbe passata ai figli del defunto duca Magnus II. Dopo la loro morte, il governo del principato sarebbe tornato agli Ascanidi e così via. Per cercare di rafforzare questo accordo, nel 1374 Alberto di Sassonia-Wittenberg sposò Caterina, vedova di Magnus II. I figli minorenni di entrambi vennero anch'essi fatti sposare nel 1386 a membri della casata degli Ascanidi. Federico di Brunswick-Lüneburg sposò infatti Anna di Sassonia-Wittenberg e Bernardo di Brunswick-Lüneburg sposò Margherita di Sassonia-Wittenberg; entrambe le donne erano figlie di Venceslao. Il trattato prevedette anche la creazione di un corpo stabile dello stato per supervisionare il rispetto del trattato stesso.

### La morte di Venceslao e la rinuncia del principato

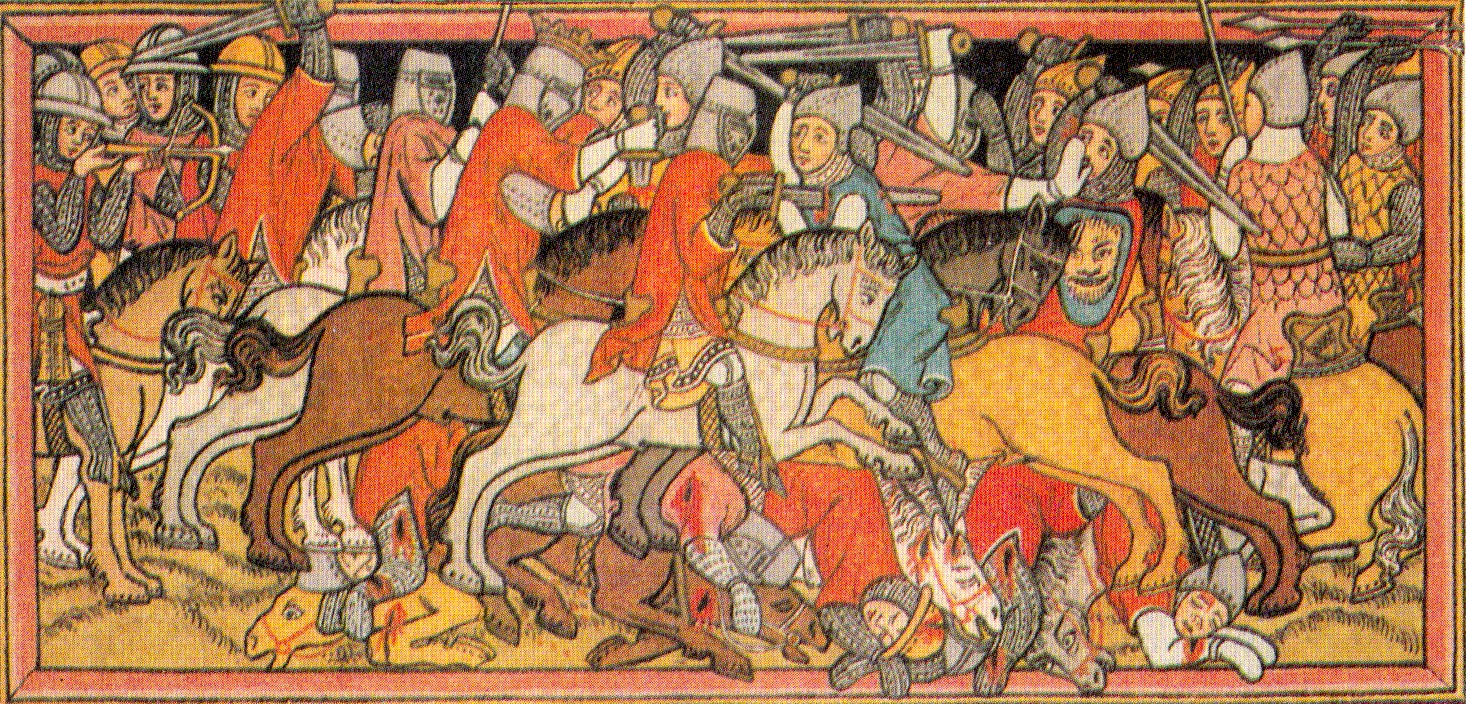
Con la vittoria della battaglia dello Strietfield a Winsen nel 1388, il duca Enrico I assicurò il principato alla casa dei Guelfi.

L'anno successivo, la faida tra la nobiltà ed i cavalieri locali proseguiva incessante. Nel 1385, il castello di Ricklingen, dove risiedevano i Mandelslohs, venne assediato. Nello scontro una catapulta lanciò un'enorme roccia contro le truppe del duca Alberto ed egli stesso ne rimase colpito, morendo il 28 giugno di quell'anno. Alla notizia della sua morte, Venceslao nominò Bernardo, suo cognato, come co-reggente e lo coinvolse al governo. Ma il fratello minore Enrico non si dimostrò ben disposto ad accogliere questa proposta e pertanto proseguì da solo la battaglia sino alla primavera del 1388. L'elettore Venceslao assemblò un esercito senza l'aiuto di Bernardo, supportato dalla città di Lüneburg. Da Winsen an der Aller, era intenzionato ad attaccare Celle, tenuta saldamente da Enrico e da sua madre. Durante i preparativi, ad ogni modo, Venceslao si ammalò gravemente e morì poco dopo. Secondo la leggenda ed i racconti dell'epoca, venne avvelenato. Lüneburg nel frattempo si alleò col vescovo di Minden e col conte di Schaumburg organizzando un proprio esercito. Il 28 maggio 1388, si tenne una battaglia a Winsen an der Aller che si concluse con la vittoria di Enrico. Secondo quanto stabilito dal Trattato di Hannover del 1373, dopo la morte di Venceslao, il principato sarebbe passato alla casata dei Guelfi. Nel 1389, venne siglato un accordo di successione tra Guelfi e Ascanidi e venne abolito il trattato precedente, assicurando così il principato ai Guelfi.

## Conseguenze
I Guelfi si assicurarono il Principato di Lüneburg, ma dopo la guerra si ritrovarono pesantemente indebitati e dovettero impegnare molti dei loro castelli e residenze. Lüneburg seppe ad ogni modo mantenere una sostanziale indipendenza dai duchi e nei secoli successivi divenne un'Immediatezza imperiale.